# Manuel Laredo
Manuel José de Laredo y Ordoño (Amurrio, Álava 19 de abril de 1842 - Madrid, 13 de junio de 1896) fue un artista polifacético (pintor, grabador, escenógrafo y restaurador) español, y alcalde de Alcalá de Henares.

## Biografía

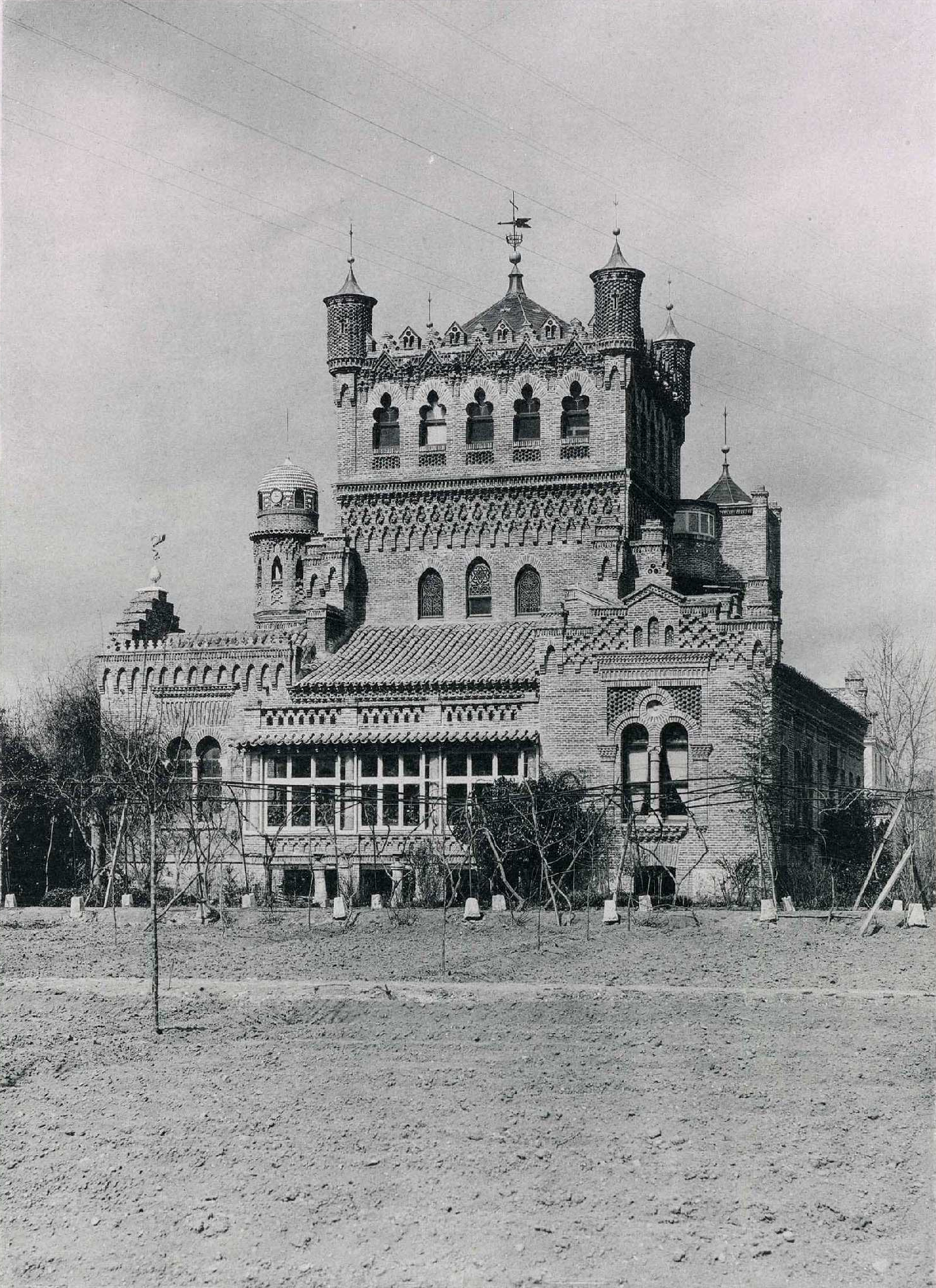
Palacio Laredo (fotografía de Hauser y Menet, 1892).

Manuel José de Laredo y Ordoño nació en Amurrio (Álava) el 19 de abril de 1842. Hijo de un juez, José María de Laredo y Polo, y de familia de elevada posición social y económica (descendiente de un importante linaje aragonés). Su formación académica fue muy completa, inicialmente orientada por tradición familiar hacia las leyes, posteriormente se centró en la pintura. En la década de 1850 se traslada a vivir a Madrid junto con su padre. En 1863 obsequiaron a la reina Isabel II un manuscrito artísticamente ilustrado, titulado "Cien páginas sobre la idea de un príncipe político cristiano", reelaboración a partir del texto original de Diego de Saavedra Fajardo. Este manuscrito sirvió para encauzar su trayectoria artística madrileña, consiguiendo prestigio e influencia hasta alcanzar en 1893 el ingreso en la Real Academia de Bellas Artes de San Fernando.
Era aficionado a la lectura, especialmente de libros sobre la historia de España, y coleccionista de antigüedades, llegando a organizar excursiones para adquirir restos arqueológicos.
Su primera relación con Alcalá de Henares fue en 1876, al presentar un proyecto de restauración de la Capilla del Oidor de la Iglesia de Santa María la Mayor, que finalmente no se culminó. Con más fortuna, entre 1878 y 1882, acometió la restauración de las salas mudéjares del Palacio Arzobispal, dentro de las obras de su transformación en Archivo General Central. En concreto, restauró las yeserías y las techumbres del Salón y Antesalón de Concilios, del Salón de San Diego, y del Salón de Isabel la Católica, así como de otras estancias secundarias siguiendo la moda romántica y colorista de la época. Gracias a esta actividad, la Junta de Obras del Archivo le nombró "jefe de trabajos decorativos", ejerciendo en la práctica como si fuera el auténtico arquitecto responsable de las obras.
Laredo se integra plenamente en vida social alcalaína, participando en asociaciones culturales locales y en la Venerable Orden Tercera. En 1879, colabora en el proyecto de la estatua dedicada a Miguel de Cervantes, situada en la céntrica Plaza de Cervantes.
En 1880 adquirió unos terrenos en las eras de San Isidro para construir su propio hogar, el Palacio Laredo. Un singular y suntuoso conjunto arquitectónico historicista de inspiración neomudéjar y detalles modernistas. Expresa una demostración personal de distinción social y cultural, dado el ingente esfuerzo económico y artístico que le supuso. Finalizado en 1884, reside en él desde 1885 junto con su esposa Pilar Sánchez y Gil y su única hija Natalia. Vendiéndolo en 1895, al trasladarse a Madrid. 
Laredo desarrolló una activa vida política de carácter local. Entre 1890 y 1891 fue concejal de obras públicas y tercer teniente de alcalde; y desde 1891 a 1893 fue alcalde de Alcalá de Henares. Gestionó numerosas y variadas iniciativas: la celebración de una exposición con motivo del IV Centenario del descubrimiento de América, la ejecución del monumento dedicado al cardenal Cisneros, y un importante programa urbanístico (alineación de calles, ensanchado, alcantarillado, empedrado, alumbrado y arbolado) desarrollado por el arquitecto municipal Martín Pastells.
En octubre de 1895 vende su propiedad por problemas económicos y se traslada a vivir a Madrid, donde falleció el 13 de junio de 1896, siendo enterrado en el cementerio de La Almudena.

## Obra

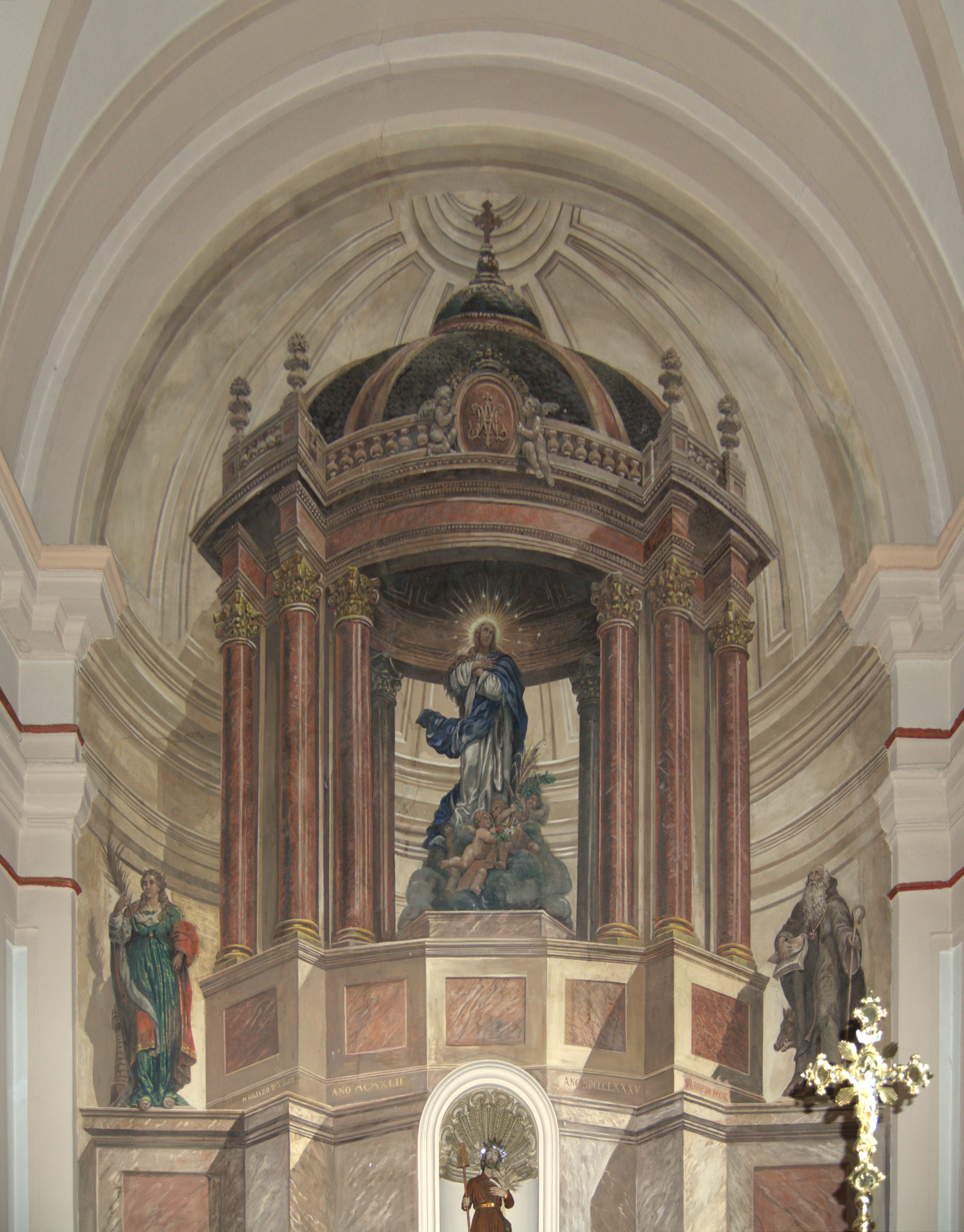
Retablo fingido en la ermita de San Isidro (Alcalá de Henares) (1885).

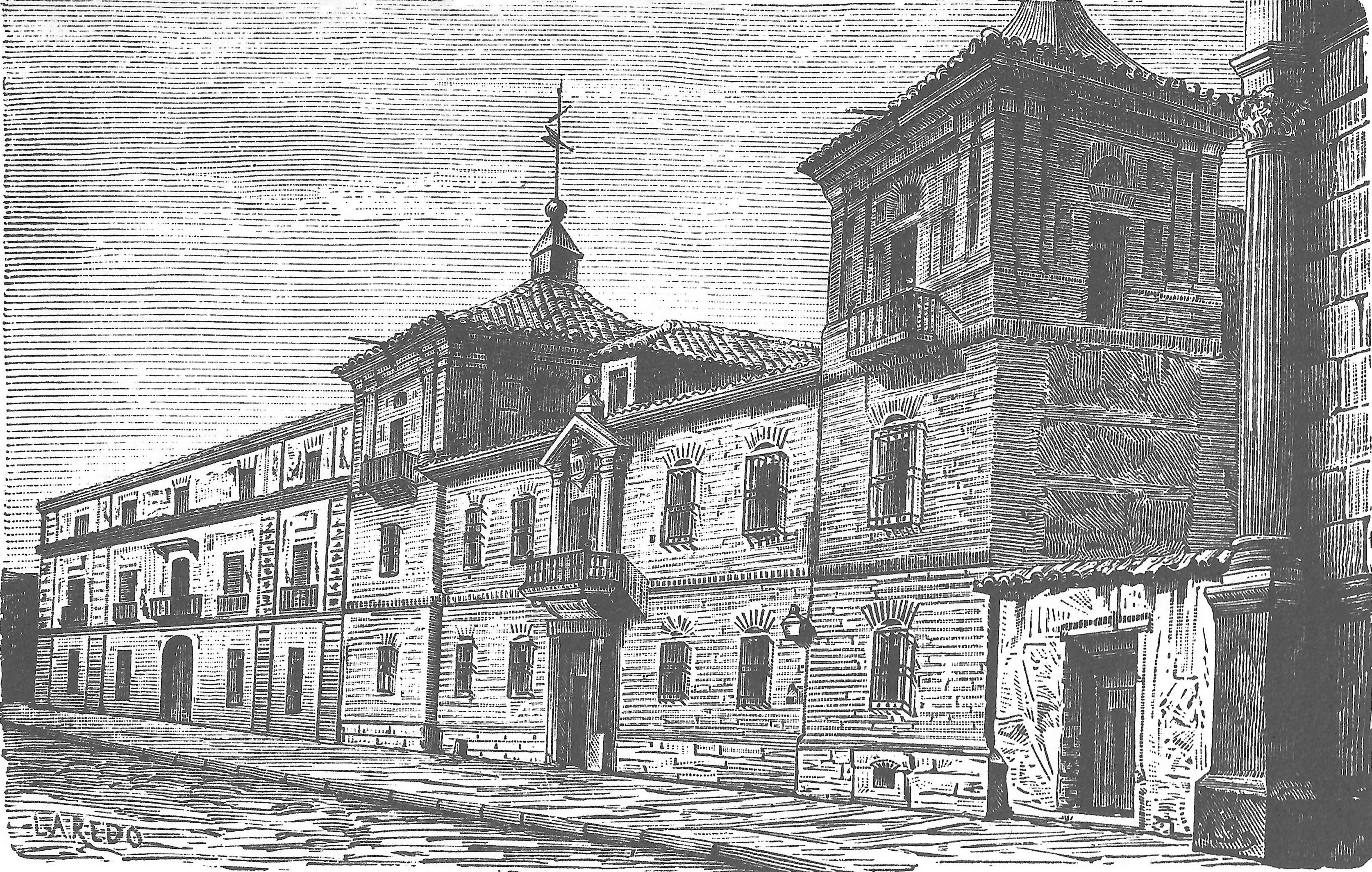
Grabado del Colegio del Rey (1882).

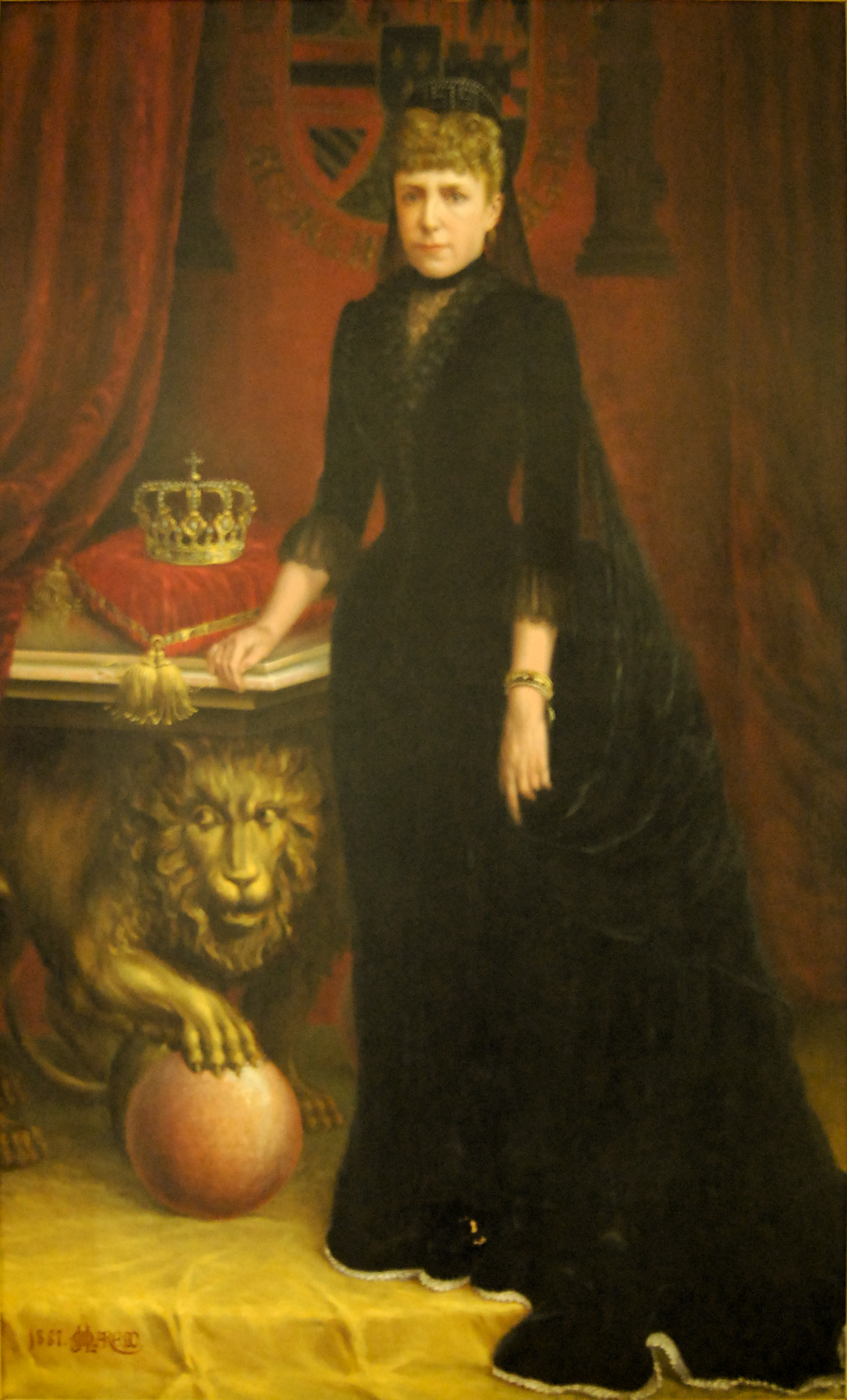
Retrato de la reina María Cristina de Habsburgo-Lorena (1887).

A Manuel Laredo se le considera "el mayor artista decimonónico de Alcalá de Henares, aglutinador tanto de los antiguos intereses románticos complutenses como de los modernos esquemas del ámbito cultural madrileño."
Su principal obra fue el Palacio Laredo. Con este trabajo demostró la originalidad y la calidad excepcional de su arquitectura, siendo uno de los últimos y más apreciables ejemplos del historicismo neomudéjar madrileño. Es una obra de arte total, ya que todo en el edificio es ejecución personal de Laredo, desde la planimetría hasta la ecléctica ornamentación interior. Puso en práctica sus mejores cualidades como constructor, diseñador, pintor y decorador, convirtiéndose en el gran colofón de su carrera.
Entre 1880 y 1890 se dedicó principalmente a la pintura mural, realizando escenografías teatrales y retablos fingidos. Entre estos últimos destacan los del Beaterio de San Diego (1881), la iglesia de Santiago, la ermita de San Isidro (1885) y el Oratorio de San Felipe Neri (1894). Todos ellos espectaculares en lo compositivo y de variadas soluciones formales, desde el neogótico y neobarroco, hasta el neoclasicismo. Estas arquitecturas pintadas tuvieron un enorme éxito, ya que se trataba de un recurso barato y práctico para sustituir antiguos retablos barrocos de madera, destruidos durante la Guerra de la Independencia Española.
También practicó la pintura de caballete, representando una "Oración en el Huerto", dos vistas de la Catedral de Barcelona, una del Colegio del Rey de Alcalá, un retrato a plumilla de León X, y dos retratos de la reina María Cristina (boceto y lienzo) de 1887 conservados en el Ayuntamiento de Alcalá de Henares.
Diseñó el actual tabardo de los maceros municipales de Alcalá de Henares, usando como modelo su boceto de la estatua de Miguel de Cervantes.